# Tostão
Eduardo Gonçalves de Andrade "Tostão" (Belo Horizonte, Brazil, 25. siječnja 1947.) je bivši brazilski nogometaš koji je s Brazilom 1970. osvojio naslov svjetskog prvaka na SP-u u Meksiku.

## Karijera

### Klupska karijera
Tostão je karijeru započeo 1962. u Américi (MG) gdje je odigrao 26 utakmica i postigao 16 pogodaka. Već 1964. prelazi u Cruzeiro Esporte Clube gdje je igrao sedam godina, odigrao 378 utakmica i postigao 249 pogodaka. Pred kraj karijere 1972. seli u Vasco da Gamu gdje je odigrao 45 utakmica i postigao 6 pogodaka, 1973. završava profesionalnu karijeru.

### Reprezentativna karijera
Tostão je članom reprezentacije Brazila postao 1966. dva puta je sudjelovao na Svjetskom prvenstvu 1966. na SP-u u Engleskoj i 1970. u Meksiku gdje je Brazil stigao do treće titule Svjetskog prvaka.
Umoran od nogometa i slave, Tostão je postao liječnik, ali se u konačnici vratio nogometu, radeći kao novinar i stručnjak na TV-u.

## Vanjske poveznice
- Međunarodni nastupi